# Gatteville-le-Phare
Gatteville-le-Phare è un comune francese di 524 abitanti situato nel dipartimento della Manica nella regione della Normandia.

## Storia

### Simboli
Il comune utilizza, pur senza una concessione formale, uno stemma che riprende il blasone della famiglia de Hennot, antichi signori de Denneville.

## Società

### Evoluzione demografica
Abitanti censiti